# Frédéric Santaya
Frédéric Santaya (nom de naissance : Federico Santaya), né le 2 mars 1929 à Irun (Pays basque, Espagne) et mort le 19 février 2017 à Paris (France) est un acteur et auteur-compositeur-interprète espagnol.

## Biographie
Installé en France dans sa jeunesse et choisissant ainsi de franciser son prénom, Frédéric Santaya est un auteur-compositeur-interprète habitué de longue date du cabaret parisien Au Lapin Agile (Montmartre). Il est notamment le compositeur de quatre chansons sur des paroles de Pierre Dac.
Par ailleurs acteur de théâtre, de cinéma et de télévision, il débute au cinéma français dans Les Grandes Gueules (coproduction franco-italienne, 1965, avec Bourvil et Lino Ventura), réalisé par Robert Enrico qu'il retrouve pour deux autres films, Boulevard du rhum (1971, avec Lino Ventura et Brigitte Bardot) puis Le Secret (1974, avec Jean-Louis Trintignant et Marlène Jobert). Il contribue à cinq autres films français (ou en coproduction) jusqu'en 1978 (un court métrage), dont Le Grand Restaurant de Jacques Besnard (1966, avec Louis de Funès et Bernard Blier) et Dernier Domicile connu de José Giovanni (1970, avec Lino Ventura et Marlène Jobert).
À la télévision française, Frédéric Santaya collabore à quelques séries ou feuilletons, dont Gorri le diable (treize épisodes, 1968) et Les Enquêtes du commissaire Maigret (neuf épisodes, 1970-1978, avec Jean Richard dans le rôle-titre).
S'ajoutent plusieurs téléfilms, dont La Duchesse de Berry de Jacques Trébouta (1971, avec Martine Sarcey et Jean-Pierre Kérien). Sa dernière prestation à l'écran date de 1981 (dans le cadre de l'émission Le Petit Théâtre d'Antenne 2).

## Filmographie partielle

### Cinéma
- 1965 : Les Grandes Gueules de Robert Enrico : Scarella
- 1966 : Le Grand Restaurant de Jacques Besnard : un conspirateur
- 1970 : Dernier Domicile connu de José Giovanni : Favre, le coéquipier d'Allister
- 1971 : Boulevard du rhum de Robert Enrico : un ami de Cornelius
- 1971 : Où est passé Tom ? de José Giovanni
- 1973 : Il n'y a pas de fumée sans feu d'André Cayatte
- 1974 : Le Secret de Robert Enrico : l'homme aux oiseaux
- 1978 : L'Arrêt au milieu de Jean-Pierre Sentier (court métrage) : le siffleur

### Télévision

#### Séries
- 1967 : Vidocq, saison unique, épisode 6 L'Armée roulante de Marcel Bluwal et Claude Loursais : l'acrobate
- 1968 : Gorri le diable, feuilleton en 13 épisodes de Jean Goumain et Pierre Neurrisse : Manech
- 1970 :  Un mystère par jour  : épisode : Un crime pour 20 carats de Jacques Audoir
- 1970-1978 : Les Enquêtes du commissaire Maigret de Claude Barma, saison 4, épisode 2 Maigret et son mort (1970) et épisode 3 Maigret (1970) ; saison 5, épisode 4 Maigret aux assises (1971) ; saison 6, épisode 3 Pietr le Letton (1972) ; saison 7, épisode 2 Maigret et l'Homme du banc (1973) ; saison 8, épisode 1 Maigret et le corps sans tête (1974) ; saison 9, épisode 2 La Guinguette à deux sous (1975) ; saison 11, épisode 3 L'Amie de madame Maigret (1977) ; saison 12, épisode 4 Maigret et l'Affaire Nahour (1978) : Moers
- 1972 : Pot-Bouille, feuilleton d'Yves-André Hubert, épisode 2 : l'ouvrier
- 1973 : Les Nouvelles Aventures de Vidocq, épisode "Les Bijoux du roi" de Marcel Bluwal
- 1974 : À dossiers ouverts, saison unique, épisode 1 L'Intrus de Claude Boissol : Pedro
- 1976 : Commissaire Moulin, saison 1, épisode 2 La Surprise du chef de Jacques Trébouta : le tapissier
- 1976 : Les Cinq Dernières Minutes (deuxième série), saison 3, épisode 7 Le Pied à l'étrier de Claude Loursais : Olivier Flaujac

#### Téléfilms
- 1968 : Puce de Jacques Audoir : Lelio
- 1968 : L'Orgue fantastique de Jacques Trébouta et Robert Valey : le forgeron
- 1969 : Agathe ou les Mains vides de Pierre Cardinal : le photographe
- 1969 : Sainte Jeanne de Claude Loursais : l'inquisiteur
- 1969 : Loisillon du paradis d'André Leroux : le curé de Portadour
- 1970 : Le Petit Théâtre de Jean Renoir, téléfilm à sketches de Jean Renoir, segment Le Dernier Réveillon
- 1971 : La Duchesse de Berry de Jacques Trébouta : un émissaire
- 1972 : Figaro-ci, Figaro-là d'Henri Bromberger : Charles III
- 1977 : La Fortunette de Pierre Cavassilas (téléfilm diffusé dans le cadre de l'émission Cinéma 16) : « Mille Pages »
- 1978 : La Passion de Raoul Sangla : Simon de Cyrène
- 1979 : Le Grand Inquisiteur de Raoul Sangla : l'aveugle
- 1981 : L'Opéra des adieux de Guy Vassal (téléfilm diffusé dans le cadre de l'émission Le Petit Théâtre d'Antenne 2) : le choriste

## Compositeur-interprète (sélection)
- Chansons sur des paroles de Nicolas Péridès : Le Camembert ; Avec ton cheval
- Chansons sur des paroles de Pierre Dac : L'Auberge des steppes ; Rien ne sert ; El Camione ; Aimez-vous le yaourt ?